# Фрідріх Тишкевич
Федір (Фрідріх, Фридерик) Тишкевич герба Леліва (бл. 1549—1621) — руський шляхтич, граф на Логойську та Бердичеві, старший син берестейського воєводи Юрія Васильовича Тишкевича та Ганни Котович.
Вперше згадується у договорі від 3 грудня 1576 року з братом Мартином про поділ спадщини. Згідно з ним Федір, якому від батька дісталось Слободище, передав Мартинові половину даного містечка з прилеглостями, а натомість дістав від нього половину Логойська.   
В 1587 році з озброєним загоном слуг та селян чисельністю понад 600 осіб напав на володіння наступника свого батька, берестейського воєводи Гаврила Горностая, село Лещин на Житомирщині. Наїзд було здійснено перед початком жнив. Внаслідок запряженими у вози кіньми воєводі витолочено весь незібраний урожай жита, пшениці, ячменю, вівса, проса, гречки, гороху, ярини, маку й конопель. У 1588 році пошлюбив представницю роду Заславських.
В 1593 році як був власник Бердичева «woiewodzic Berestecki» починає будувати тут на місці колишнього городища замок, який він продав 1 вересня 1611 року. В замку ж розмістився орден кармелітів.
В 1601 році він підписав обітницю захищати Люблінське братство. Втім у 1603 році перейшов в унію. У 1608 році був одним з найактивніших учасників походу Лжедмитрія II, з яким діяв до 1610 року. Надалі підтримував королевича Владислава під час походу на Москву у 1617—1618 роках.
Згодом опікувався власними маєтностями. Помер у 1621 році.

## Родина
Дружина — Софія, донька князя Януша II Заславського.
Діти:
- Самуїл (1588—1620);
- Януш (1590—1649), дипломат;
- Єронім (після 1590—після 1620);
- Барбара Христина.